# Nicolò Contarini

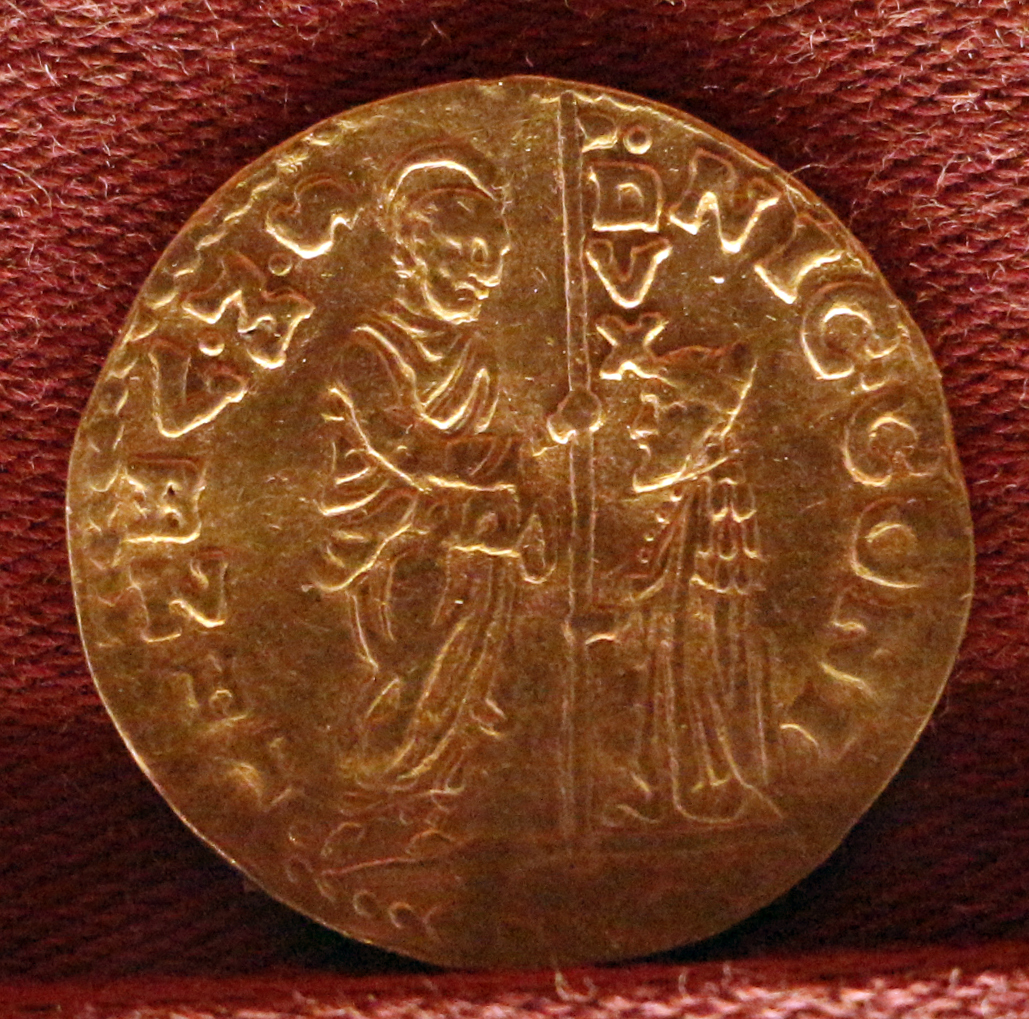
Unter Nicolò Contarini geprägte Goldmünze (Zecchino) mit dem knienden Dogen vor dem hl. Markus

Nicolò Contarini (* 26. September 1553 in Venedig; † 2. April 1631 ebenda) war, folgt man der Zählweise der staatlich gesteuerten Geschichtsschreibung der Republik Venedig, ihr 97. Doge. Er übte dieses Amt nur vom 2. Januar 1630 bis zu seinem Tod aus, also genau 15 Monate.
Contarini, der einer Familie entstammte, die eine ganze Reihe von Dogen und Inhaber der höchsten Staatsämter gestellt hatte, studierte in Padua. Er sammelte während seiner vier Jahrzehnte umspannenden Ämterlaufbahn außenpolitische und Verwaltungserfahrungen, ebenso wie militärische, vor allem aber setzte er sich für eine Ordnung der Gesetzgebung und der Verwaltung des venezianischen Festlands sowie die Entmachtung derjenigen Familien ein, die über Justiz und Gesetzgebung Venedig zunehmend dominierten und ihre Gegner unterdrückten. Diese Familien standen im Bund mit dem Papst und dem hohen Klerus, in dem die besagten Familien das Kardinalsamt geradezu zu ihrer wichtigsten Pfründe machten. Hinter dem Papst standen wiederum die Habsburger, insbesondere Spanien, mit dem Venedig den offenen Konflikt scheute.
1620 wurde Contarini zum offiziellen Geschichtsschreiber bestellt, doch wurde sein Werk unter Verschluss genommen und nie veröffentlicht. Während seiner kurzen Amtsdauer als Doge wütete in Venedig die Pest. Er versprach, die Kirche Santa Maria della Salute errichten zu lassen, die noch heute an den Dogen und die schwere Epidemie erinnert.

## Familie
Die Familie Contarini hatte ihren ersten Dogen im Jahre 1042 gestellt, dem noch sieben weitere folgten. Nicolò Contarini war der vierte in der Reihe der Contarini-Dogen.
Er wurde am 26. September 1553 in den Familienzweig geboren, der seinen Sitz bei Santa Maria Nova, nämlich in der Calle della Testa hatte. Die Familie verfügte über eher bescheidene Ressourcen. Sein Vater, Zan Gabriel di Nicolò, starb bereits 1572, zu jung, um bereits höhere Posten bekleidet haben zu können. Seine Mutter Giovanna, eine Morosini aus dem Familienzweig von S. Boldo, war eine Tochter des Andrea Morosini. Nicolò Contarini war nicht verheiratet und er hinterließ keine Nachkommen.

## Leben

### Ausbildung, Autor
Wahrscheinlich nahm er die ersten Studienhürden in Padua gemeinsam mit Paolo Sarpi und seinem Cousin Andrea Morosini, zwei Männern, die später von zentraler Bedeutung für Politik, Religion und Kultur Venedigs werden sollten. Für ihn war Padua, sein Studienort, das zweite Athen. Bereits mit 20 wurde er Camerlengo, doch vor allem wurde er 1573 Mitglied der Accademia degli Animosi.
Ergebnis seiner Tätigkeit in Padua war die Schrift De rerum perfectione libri sex, die 1576 in Venedig erschien. Das Werk war Leonardo Donà gewidmet, den er als sein großes Vorbild ansah, und dessen Beispiel ihm insofern den Weg wies, als umfassende Studien eine wichtige Voraussetzung für eine Laufbahn im öffentlichen Bereich sein konnten. Darin war auch sein Platonismus nichts ungewöhnliches in dieser Zeit, in der auch Jesuiten diese auf die Antike zurückgreifende Philosophie vertraten.
Die Ämterlaufbahn, der er sich nach seinen philosophischen Studien zuwenden wollte, stieß hingegen bei seinen Standesgenossen zunehmend auf Ablehnung. Eine kleine Gruppe von Familien, die vecchi genannt, die Alten, war im Begriff eine Oligarchie zu errichten, den Habsburgern und dem Papst zugeneigt. Dagegen wehrte sich eine Gruppe von Patriziern, die als die giovani bekannt wurde, die Jungen, denen man unbedachtes, sprunghaftes und wenig auf bewährte Traditionen setzendes Denken und Verhalten vorwarf. Erstere ballten ihre Macht vor allem im Rat der Zehn. Es gelang den Erneuerern 1582/1583 – wohl unter Beteiligung der giovani –, dieses mächtige Gremium auf seine Funktion als Organ der Strafjustiz zurückzustutzen und dessen undurchsichtige Zonta abzuschaffen. Allerdings gelang es nicht, dem Senat entsprechende, nun dem Rat der Zehn entzogene Machtbefugnisse zu übertragen. Contarinis Haltung in diesem dramatischen Machtkampf ist aus den Quellen nicht zu erkennen.

### Ämterlaufbahn (ab Ende 1580er Jahre)

#### Erste Ämter, Aufgaben der Abrechnung und der Wasserregulierung
Seine eigentliche Ämterlaufbahn begann Contarini im Mai 1591 in der Avvogaria di Comun, die die Aufgabe hatte, die Gesetze der Republik zu wahren. Wie üblich war er zuvor Savvio agli ordini gewesen, dann hatte er der Rason nove angehört, darauf wurde er einer der zehn Savi alle decime di Rialto, Aufgaben, in denen überwiegend Vorgänge und Rechnungen geprüft oder zusammengestellt wurden. Zum zweiten Mal wurde er Ende Februar 1595 zum Avvogadore di Comun gewählt.
Er interessierte sich jedoch viel mehr für die Fragen rund um die Lagune und das Wasser. So wurde er im November 1593 einer der Dieci savi sopra le acque del Chiampo, 1598 einer der sechs Patrizier, die den Savi ed esecutori alle acque zugeordnet waren. Im März 1599 erhielt er in diesem Bereich eine auch politisch äußerst delikate Aufgabe, als er für die Umleitung des Po zuständig wurde, des größten Flusses Italiens, der nicht nur venezianisches Gebiet berührte, sondern auch das Gebiet des Kirchenstaates. Nachdem er sich erneut mit Chiampo befasst hatte, erhielt er im Jahr 1600 – nach einer verheerenden Überschwemmung – die äußerst komplexe Aufgabe, für die Befestigung und Sicherung der überaus langen Sandbänke zu sorgen, die die Lagune gegen die Adria abgrenzten, der Lidi.

#### Statthalter des Friaul, Kampf gegen die Pest (1596)
Ein weiterer Schwerpunkt seiner Tätigkeit war die Terraferma, das venezianische Gebiet in Oberitalien. 1596 wurde er Statthalter des Friaul, wohin er wenige Jahre später als Provveditore alla Sanità zurückkehrte. Dort sollte er, als Zuständiger für die Gesundheit, die Ausbreitung der Pest bekämpfen, die sich von Kärnten Richtung Venedig auszubreiten drohte.

#### Kern der Macht: Rat der Zehn, Monopole, Öffentliche Schuld, Collegio (1601)
In den Kern der Macht gelangte er zwischen diesen beiden Aufenthalten im Friaul, als er nämlich 1599 in den immer noch mächtigen Rat der Zehn gewählt wurde. Dabei gehörte er einer Kommission an, die die Zuständigkeiten des Gremiums genauer definieren sollte. Gleichzeitig übertrug man ihm noch Aufgaben in drei Kommissionen, die für das Getreide (biave), das einem Staatsmonopol unterliegende Salz und zur Öffentlichen Schuld zuständig waren (vgl. Wirtschaftsgeschichte der Republik Venedig).
Mit diesen umfassenden, höchst komplexen Aufgaben war Contarini geradezu reif für das Collegio, den eigentlichen Machtkern. Diesem Gremium trat er 1601 bei, und zwar als Savio del Consiglio.

#### Außenpolitische Erfahrungen (ab 1605), Streit um den höheren Klerus mit Habsburg und dem Papst
Das einzige politische Feld, auf dem ihm noch die Erfahrung fehlte, war die Außenpolitik. In Verhandlungen in Rovereto mit den Gesandten des Erzherzogs von Österreich im Jahr 1605, bei denen es sich um Auseinandersetzungen um Weide- und Holzrechte zwischen zwei Dörfern handelte, nämlich um das venezianische Laste Basse und das habsburgische Folgaria, holte er entsprechende Erfahrungen auf diesem Sektor nach.
Von größter Bedeutung waren in dieser Zeit die Auseinandersetzungen mit den Päpsten, hinter denen die Macht der Habsburger stand, insbesondere Spaniens. 1602 wurde Contarini zum Soprintendente alle decime del clero gewählt, zusammen mit seinem Freund Antonio Querini. Dies war angesichts der Einmischungen seitens Roms ein höchst heikles Feld, denn die beiden mussten sich mit den Zehnten befassen. Es war inzwischen äußerst schwierig geworden, Gesetze auf den Klerus anzuwenden, hinter dem nicht nur Rom und das mächtige Habsburg, sondern auch die einflussreichsten Familien Venedigs standen, deren Angehörige zum Teil selbst diesem Stand angehörten. Die Lasten trugen innerhalb des Klerus die unteren Chargen, während die gehobenen Positionen, insbesondere die Kardinäle mit ihren gewaltigen Vermögen, von allen Lasten befreit waren.
Der Konflikt zwischen Staat und Kirche spitzte sich zu, als der Papst, der behauptete, die Freiheit der Kirche sei durch die veränderte Gesetzeslage gefährdet, zwischen Ende 1605 und Frühjahr 1606 dem Senat mit der Exkommunikation drohte, dazu mit dem Interdikt für den gesamten venezianischen Staat. Die Gruppe um den Dogen und Contarini war entschlossen, den Streit von der rein juristischen Ebene zu lösen und daraus eine Grundsatzfrage zu machen. Dieser Streit wurde in ganz Europa verfolgt, denn es ging wieder einmal um das Verhältnis zwischen weltlicher und geistlicher Macht, um das Konzept der Kirche, um die Rechte des Staates. Paolo Sarpi hielt die Drohungen des Papstes für null und nichtig, erklärte die höheren Rechte des Konzils über den Papst, so dass Gehorsam gegenüber dem Papst bedeutete, sich schwer gegen Gott zu versündigen, aber auch gegen die wahre und alte christliche Tradition.
Contarini wurde jeweils für ein halbes Jahr zum Savio del Consiglio gewählt, nämlich am 24. September 1605, am 31. März 1606 sowie am 31. März 1607. Als man sich im Frühjahr 1607 einigte, war Contarini an vorderster Front derjenige, der darauf beharrte, dass Venedig mit dem Papst auf Augenhöhe, als gleichberechtigt, verhandelte. Der ein Jahr zuvor beschlossene Protest gegen die päpstliche Intervention wurde auf Betreiben Contarinis und seiner Freunde Sebastiano Venier und Agostin da Mula nur unter der genannten Bedingung zurückgenommen. Allerdings drohte der Konflikt die herrschenden Familien zu spalten, und auch die Terraferma, das oberitalienische Festland, versuchte den Konflikt zu nutzen. Zudem suchten beide Parteien Verbündete, die einen in den Habsburgern, die anderen in Savoyen oder Frankreich auf der katholischen Seite, die anderen in England oder in den Vereinigten Niederlanden.
Den Gegnern Contarinis gelang es 1608 bis 1610, ihn aus dem Collegio fernzuhalten, doch war er im Rat der Zehn und in der Staatsinquisition tätig. Dabei trug er seinen Anteil am Todesurteil gegen einen des Mordes schuldig befundenen Abbe und am Urteil gegen einen Patrizier, der der Zusammenarbeit mit ausländischen Mächten beschuldigt worden war.

#### Gescheiterte Ordnung der Gesetzgebung (ab 1609)
Im Februar 1609 hatte er zusammen mit seinen beiden Kollegen im Rat der Zehn über die dramatische Verschlechterung der öffentlichen Ordnung auf der Terraferma berichtet und dringlich zu Gegenmaßnahmen aufgerufen. Die Unsicherheit und Gewalt gefährdete nicht nur die Ordnung, sondern drohte den Handel lahmzulegen, so dass der Senat eingreifen musste, auch wenn die Täter von mächtigen Venezianern gedeckt wurden.
1609 erhielt Contarini zusammen mit Cristoforo Zane die Aufgabe, gemeinsam mit dem Juristen Giovanni Finetti dafür zu sorgen, dass geordnete, auffindbare und anwendbare Gesetze entstanden, bzw. die vorhandenen geordnet wurden. Nach den Treffen mit Finetti waren die beiden bereit, den Auftrag anzunehmen, die Gesetzgebung Venedigs zu ordnen, denn die Gesetze seien in zahllosen Bänden verstreut, dazu durcheinander und oftmals dunkel, was zu widersprüchlichen und unsicheren, und vor allem manchmal völlig gegenteiligen Entscheidungen führte, als sie der jeweilige Vorgänger gefällt hatte. Doch nicht zum ersten Mal scheiterte der Systematisierungsversuch an der Tatsache, dass die Gesetzgebung vorrangig politischen, weniger juristischen Zielen unterworfen war. Im Kern gelang eine Reform nur an wenigen Stellen, etwa bei der „correzione della promissione ducale“, der Überarbeitung des Amtseides des Dogen, bevor der neue Doge gewählt wurde. Contarini selbst saß in diesem fünfköpfigen Gremium anlässlich der Wahlen von 1612 und 1615.
Zu „correzioni“ kam es durch ihn vor allem in den Jahren 1618 bis 1620 und 1623 bis 1624, als die Not in den venezianischen Gebieten noch größer geworden war. Es war vor allem die Avvogaria di Comun, die eigentlich die Rechte des Staates und der Untertanen schützen sollte, die geradezu zum Instrument der Missetäter und ihrer Hintermänner geworden war. Erst mit der Neuordnung des Rates der Zehn im Jahr 1628 (1582 war dieser schon einmal entmachtet worden), in dem einige Familien geradezu die Macht monopolisiert hatten, sollte der interne Machtkampf zwischen Ausgeschlossenen und diesen Familien, zwischen Armen und Reichen vorläufig beendet werden. Der Rat der Zehn war zwar nicht mehr, wie vor 1582, geradezu die Regierung Venedigs, aber über die undurchsichtige, teils geheime Rechtsprechung mit zahlreichen Untergerichtshöfen, dazu Teilen der Bürokratie, war er zu einem Repressionsinstrument geworden, wie Renier Zeno konstatierte. Dieser stellte zudem fest, dass die Konfusion in der Gesetzgebung im Interesse derjenigen Familien sei, die auch den Rat der Zehn dominierten. Doch auch diese Initiative scheiterte.

#### Frage der nicht-katholischen Zuwanderung
Gescheitert war Contarini mit einer Initiative – zu dieser Zeit glaubten viele, er wolle Patriarch von Venedig werden, was er bestritt –, Nichtkatholiken die Zuwanderung zu gestatten, und vor allem, ihnen alle Rechte am Handel einzuräumen. Auch sein Versuch, protestantische Studenten in Padua zuzulassen, den er zwischen 1614 und 1616 als dortiger Reformer unternahm, scheiterte. Neben seinem Gerechtigkeitssinn und seiner Sympathie für bestimmte Nationen steckten darin Überlegungen, die nachlassende politische und wirtschaftliche Spannkraft Venedigs durch die Zuwanderer wiederherzustellen. Auch förderte er im militärischen Bereich die Integration von Niederländern, aber auch von Albanern und Männern aus Dalmatien. Zudem wehrte er sich gegen die Rückkehr der 1606 ausgewiesenen Jesuiten.

#### Uskokenkrieg (1615–1617), westliche Terraferma und Gegensatz zu Habsburg
Geradezu als persönlichen Krieg betrachtete er den Kampf gegen die Uskoken in den Jahren 1615 bis 1617, die, aufgehetzt durch den Erzherzog von Österreich, den venezianischen Handel erheblich störten. Anfang 1617 griff er als Provveditore in campo persönlich in den Krieg ein. An den Friedensverhandlungen nahm Contarini, dessen Vorgänger zum Dogen gewählt worden war, in Fiume und auf Veglia teil.
Erneute militärische Erfahrungen sammelte er am Westrand des venezianischen Gebietes, als er zum Provveditore oltre il Mincio gewählt wurde, womit er für das nahe am spanischen Mailand gelegene Gebiet jenseits des Flusses Mincio verantwortlich war. Als dort eine spanische Einheit verlangte, über eine venezianische Straße ziehen zu dürfen – die Spanier sahen eher gemeinsame Rechte an diesem Weg –, setzte er sich dagegen zur Wehr. Doch wurde er, darunter auch von Sarpi, vom Senat aufgefordert, aus dem unbedeutenden Vorgang keine Kriegsursache zu machen.

#### Staatlicher Geschichtsschreiber (ab 1620)
Auf Veranlassung des Rates der Zehn wurde Contarini 1620 Nachfolger Andrea Morosinis als staatlicher Geschichtsschreiber sowie als Autor der venezianischen Chronik Degl'istorici delle cose veneziane für die Zeit von 1567 bis 1604; zur Abfassung seiner Historie venetiane nutzte er die für ihn ruhige Zeit zwischen Dezember 1621 und Frühjahr 1623. Zu seinen Aufgaben gehörte dabei auch, in der Dogenkanzlei, genauer in der Cancelleria segreta, Ordnung zu schaffen.

### Das Dogenamt
Nicolò Contarini wurde im vorgerückten Alter von 77 Jahren am 18. Januar 1630 überraschend zum Dogen gewählt. Dabei spielte wohl Renier Zeno, der 1628 mit seinen Veränderungsvorstellungen gescheitert war, eine wesentliche Rolle. Einer seiner erbitterten Gegner, der Apostolische Nuntius, schöpfte hingegen nur Hoffnung aus der Tatsache, dass Contarini bereits sehr alt war. Andere fürchteten, Venedig könnte in militärische Konflikte gestürzt werden. Unterstützung fand er beim Militär, auch waren die Nichtvenezianer von der Wahl angetan.
Wie angespannt die Lage war, zeigte sich bereits am 6. Februar, als der Rat der Zehn unmittelbar vor Beginn der vom neuen Dogen gewünschten Feier, diese mit Verweis auf Gesetze von 1473 und 1442 zu untersagen gedachte. Der Doge sah sich, zumal er immer Verfechter einer klaren Rechtsordnung war, gezwungen, Verzicht zu leisten, um nicht brüskiert zu werden – auch wenn er die Gesetzesinterpretation der Zehn keineswegs teilte.

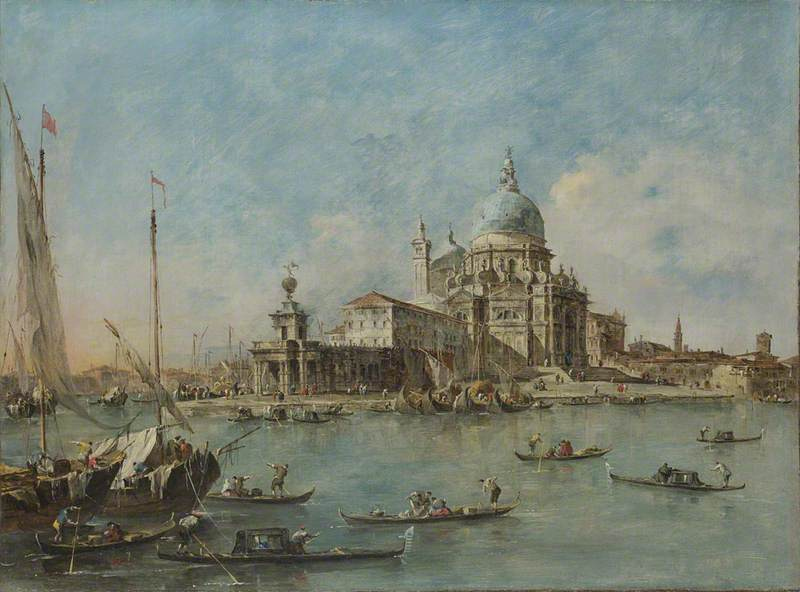
Guardi: Die Kirche Santa Maria della Salute, um 1780

Contarinis kurze Amtszeit wurde von der überaus schweren Pestwelle überschattet, der bis 1631 ein Drittel der Bevölkerung Venedigs zum Opfer fiel. Am 31. März 1630 machte der Doge sein Testament.
Am 22. Oktober 1630 gelobte er der Jungfrau Maria den Bau einer Kirche, wenn die seit einem Jahr in Venedig wütende Pest aufhöre. Als diese endlich endete, wurde sein Versprechen eingelöst und am 25. März 1631 begann der Bau der Kirche Santa Maria della Salute.
Nicolò Contarini starb am 2. April 1631, wahrscheinlich an der noch immer nicht endenden Pest. Er wurde in Eile und ohne die üblichen Feierlichkeiten in der Kirche Santa Maria Nova bestattet. Diese Kirche, die während der Oberherrschaft Österreichs über die Stadt als Lagerhaus benutzt wurde, ist 1852 abgerissen worden, das Dogengrab ist seither verschollen.

## Schriften
- De rerum perfectione libri VI , Ioan. Baptista Somaschus, Venedig 1576 (1587 in Lyon  bei Francisc. Fevracum nachgedruckt). (Google Books, Digitalisat)
- Modo della elezione del serenissimo principe di Venezia, Rom 1630.
- Historie venetiane, die Veröffentlichung wurde wegen zu großer Offenheit und Direktheit abgelehnt, auch wegen seiner antikurialen Ausrichtung; das Werk zirkulierte in Handschriften[4] blieb lange unediert, sieht man von Abschnitten bei Gaetano Cozzi: Il doge Nicolò Contarini. Ricerche sul patriziato veneziano agli inizi dei Seicento (=Civiltà Veneziana – Studi, 4), Venedig, Rom 1958, S. 308–342 ab. 1982 erschienen in Storici e politici veneziani del Cinquecento e del Seicento (=La letteratura italiana - Storia e testi, 6), Mailand, S. 133–442, bewerkstelligt durch Tiziano Zanato.